# Bas-Vully

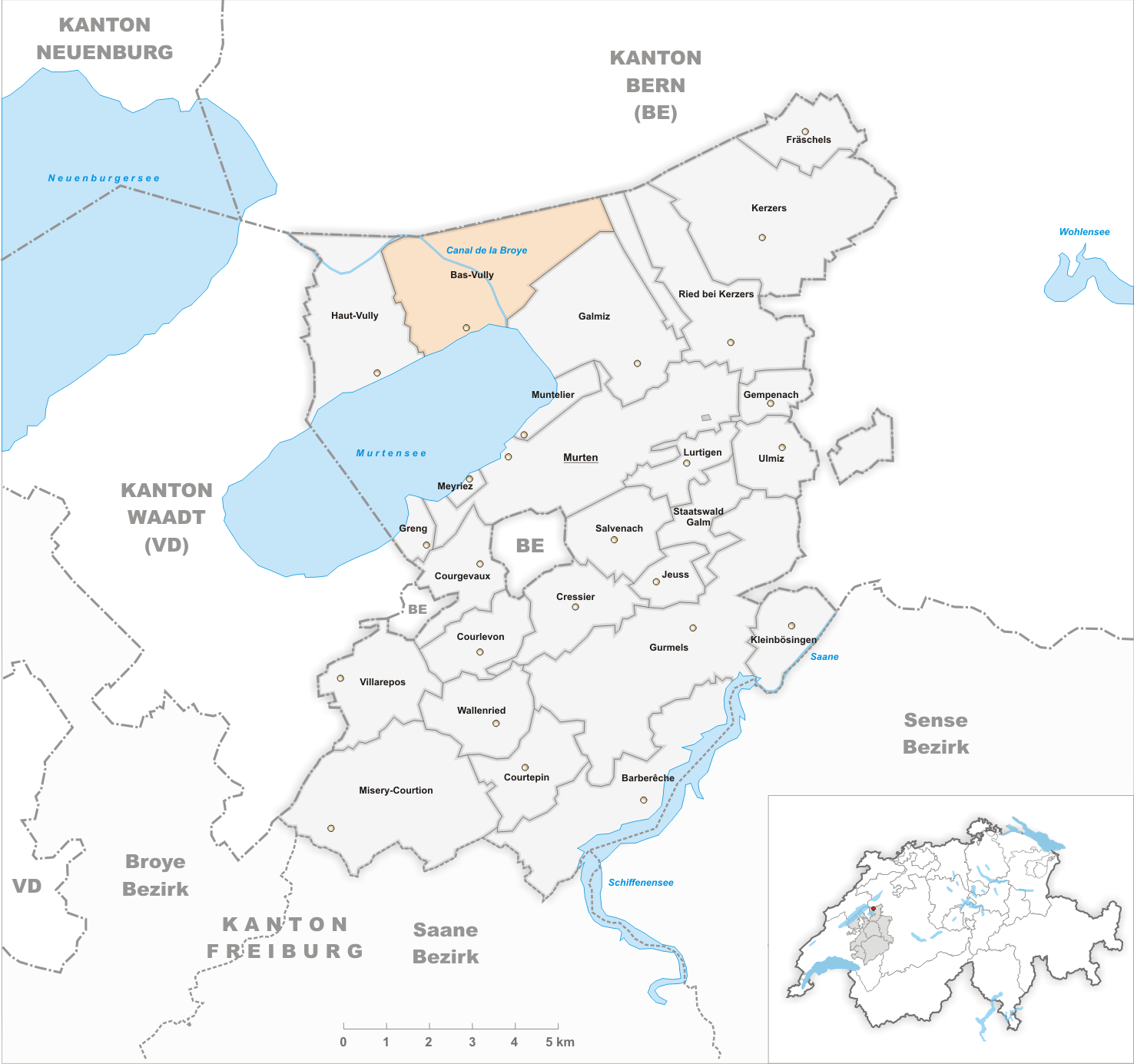
Gemeindestand vor der Fusion am 1. Januar 2016

Bas-Vully war bis am 31. Dezember 2015 eine politische Gemeinde im Seebezirk (frz.: District du Lac) des Kantons Freiburg in der Schweiz. Bis 1977 hiess die Gemeinde offiziell Vully-le-Bas. Die in der Region verwendeten deutschen Namen der Gemeinde sind Niederwistenlach und Unterwistenlach. Am 1. Januar 2016 fusionierten Bas-Vully und Haut-Vully zur neuen Gemeinde Mont-Vully.

## Geographie
Bas-Vully mit dem Zentrum Sugiez liegt auf 434 m ü. M., 3,5 km nördlich des Bezirkshauptortes Murten (Luftlinie). Das Dorf erstreckt sich am Nordufer des Murtensees, nahe dem Ausfluss des Broyekanals, am Südostfuss des Mont Vully, im nördlichen Freiburger Mittelland.
Die Fläche des 10 km² grossen ehemaligen Gemeindegebiets umfasst einen Abschnitt des nördlichen Freiburger Mittellandes im Dreiseenland. Das Gebiet besitzt eine rund 2 km lange Seeuferlinie am Murtensee zwischen Môtier im Westen und dem Ausfluss des Broyekanals im Osten. Vom Seeufer erstreckt sich der Gemeindeboden nordwärts über einen rund 300 m breiten flachen Uferrandstreifen auf den Mont Vully, auf dessen Gipfel mit 651 m ü. M. der höchste Punkt von Bas-Vully erreicht wird. Dieser aus Molasse bestehende Berg besitzt im Kammbereich ein Plateau, das sich allmählich gegen Süden absenkt, bevor es mit einem Steilhang gegen den Murtensee hin abfällt. Durch die Erosionskraft zweier Bäche wurde das Plateau im Lauf der Jahrmillionen untergliedert und die Talsysteme von Vau de Praz und Vau de Nant geschaffen. Die Nordseite des Mont Vully fällt steil mit dem bewaldeten Hang La Roseire zur Ebene des Grossen Mooses ab.
Der nördliche Gemeindeteil umfasst die auf 432 m ü. M. gelegene landwirtschaftlich intensiv genutzte Ebene des Grossen Mooses, die vom Broyekanal durchflossen wird. Nach Osten reicht die Gemeindefläche entlang des Grand Canal und Biberekanals bis nach Bellechasse, während die Nordgrenze entlang des Waldrandes des sogenannten Staatswaldes verläuft. Von der ehemaligen Gemeindefläche entfielen 1997 12 % auf Siedlungen, 12 % auf Wald und Gehölze, 73 % auf Landwirtschaft, und rund 3 % war unproduktives Land.
Bas-Vully bestand aus den am 25. Januar 1850 fusionierten Gemeinden:
- Sugiez, 434 m ü. M., am Ostfuss des Mont Vully und beidseits des Broyekanals
- Nant, bestehend aus Nant-Dessous (431 m ü. M.) und Nant-Dessus (437 m ü. M.), beide zwischen dem Murtensee und dem Fuss des Mont Vully am Ausgang des Talsystems des Vau de Nant gelegen
- Praz (Vully), 434 m ü. M., in der Ebene zwischen dem Murtensee und dem Mont Vully, am Ausgang des Talsystems des Vau de Praz

sowie aus dem im Verlauf des 19. Jahrhunderts abgegangenen Dorf Chaumont.
Diese drei ehemals eigenständigen Gemeinden sind heute zu einem langen Strassendorf zusammengewachsen. Im Weiteren gehören auch Bellechasse (432 m ü. M.) im Grossen Moos am Biberekanal und einige Einzelhöfe zu Bas-Vully. Nachbargemeinden von Bas-Vully sind Haut-Vully, Galmiz und eine Exklave von Murten im Kanton Freiburg sowie Ins und Müntschemier im Kanton Bern.

## Bevölkerung
Einwohnerzahlen: Volkszählungsdaten
Mit 2120 Einwohnern (Stand 31. Dezember 2015) gehörte Bas-Vully zu den mittelgrossen Gemeinden des Kantons Freiburg. Von den Bewohnern waren 58,6 % französischsprachig, 30,4 % deutschsprachig, und 3,2 % sprachen Portugiesisch (Stand 2000). In den letzten Jahren hat sich der Anteil der deutschsprechenden Bevölkerung laufend vergrössert (1990 erst 23 % deutschsprachig). Nach einem Höchststand 1941 nahm die Bevölkerung bis 1980 durch starke Abwanderung um fast 40 % ab. Seither wurde wieder ein deutliches Bevölkerungswachstum verzeichnet.

## Wirtschaft
Bas-Vully war bis in die zweite Hälfte des 20. Jahrhunderts ein vorwiegend durch die Landwirtschaft geprägtes Dorf. Noch heute haben der Ackerbau, der Gemüseanbau und der Obstbau einen wichtigen Stellenwert in der Erwerbsstruktur der Bevölkerung. Am unteren Südhang des Mont Vully und in den beiden Erosionstälchen befindet sich dank der optimalen Exposition zur Sonne ein zusammenhängendes Weinbaugebiet (vor allem Chasselas-Trauben). Einige Bewohner leben auch von der Fischerei.
Weitere Arbeitsplätze sind im lokalen Kleingewerbe und im Dienstleistungssektor vorhanden. In den Dörfern gibt es Gärtnereien, Schreinereien, Schlossereien und Weinhandlungen. Ein grösseres Gewerbe- und Industriegebiet ist seit den 1980er-Jahren östlich des Broyekanals entstanden. Hier haben sich Betriebe der Nahrungsmittelverarbeitung, des Transport- und Baugewerbes sowie der Elektrobranche niedergelassen. In Bellechasse befindet sich die kantonale Strafanstalt von Freiburg.
In den letzten Jahrzehnten hat sich Bas-Vully dank seiner attraktiven Lage auch zu einer Wohngemeinde entwickelt. Viele Erwerbstätige sind deshalb Wegpendler, die teilweise in der näheren Umgebung (Murten, Kerzers), wegen der guten Verkehrsanbindung aber auch in Neuenburg und in der Agglomeration Bern arbeiten.

### Tourismus
Bas-Vully profitiert auch vom Fremdenverkehr dank der milden und schönen Lage sowie der Möglichkeit von Wassersport auf dem Murtensee. Sugiez verfügt über einen grossen Campingplatz am Ausfluss der Broye aus dem See. Einige weitere Ferienhäuser befinden sich entlang dem Seeufer.

### Verkehr
Die ehemalige Gemeinde ist verkehrsmässig recht gut erschlossen. Sie liegt an einer Verbindungsstrasse von Salavaux entlang des nördlichen Ufers des Murtensees nach Sugiez. Östlich des Broyekanals verläuft die Hauptstrasse von Bern nach Neuenburg. Der nächste Anschluss an die Autobahn A1 (Bern-Lausanne) befindet sich rund 5 km vom Ortskern entfernt. Am 1. Mai 1903 wurde die Eisenbahnlinie von Murten nach Ins mit einem Bahnhof in Sugiez eröffnet. Durch eine Buslinie der Transports publics Fribourgeois, die von Sugiez nach Lugnorre verkehrt, sind die Dörfer Sugiez, Nant und Praz an das Netz des öffentlichen Verkehrs angebunden. Durch die Personenschifffahrt auf dem Murtensee besitzen Praz und Sugiez Verbindung mit den anderen Seeanstössergemeinden (über den Broyekanal gibt es auch eine direkte Verbindung mit dem Neuenburgersee).

## Geschichte

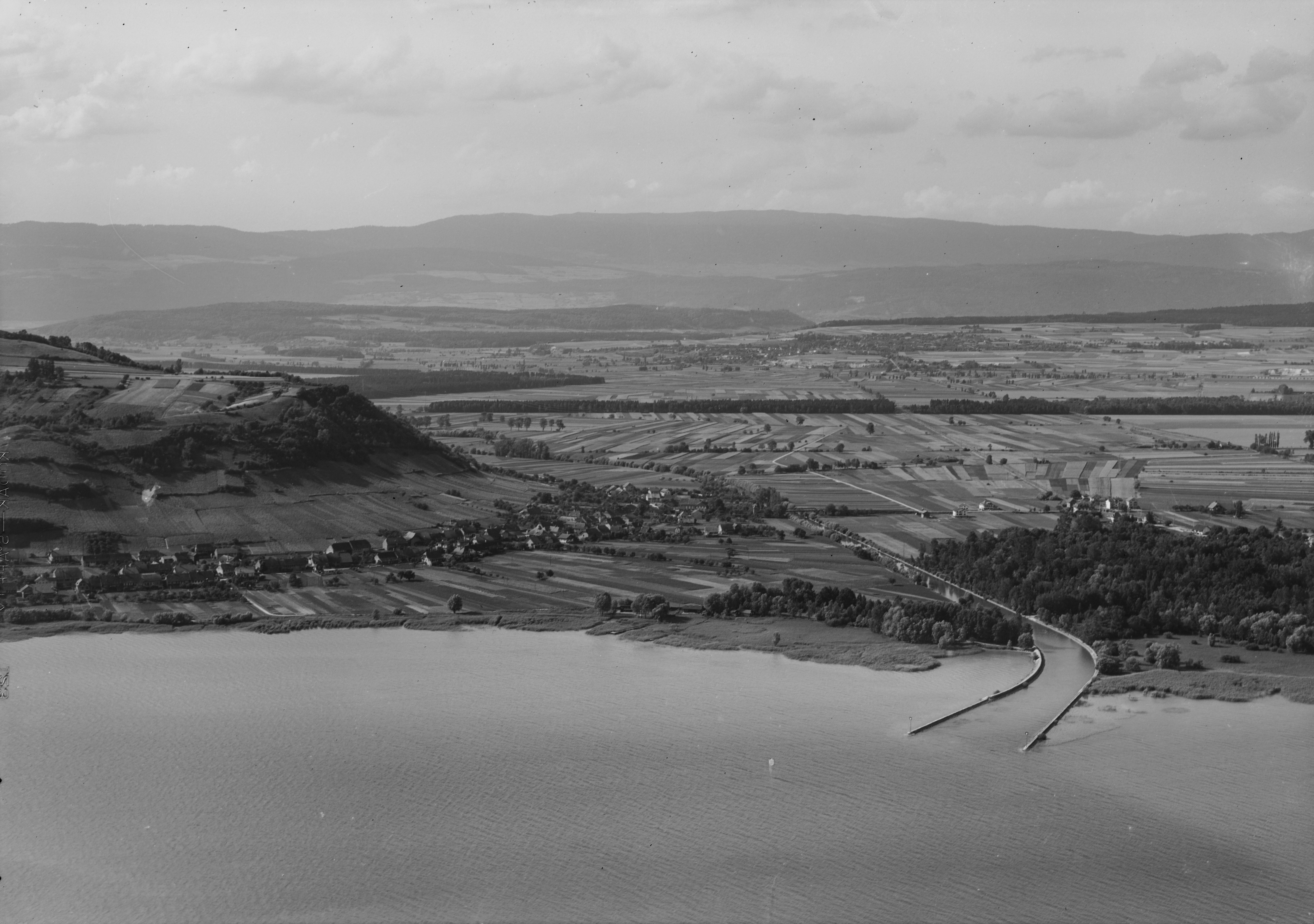
Historisches Luftbild von Werner Friedli von 1954

Das Gemeindegebiet von Bas-Vully war schon sehr früh besiedelt, was durch den Fund von Überresten eines keltischen Oppidums auf dem Mont Vully bestätigt wird. Die erste urkundliche Erwähnung des Ortes erfolgte im Jahr 968 unter dem Namen Wisliacense. Später erschienen die Bezeichnungen Vuisliacense (985), Williex (1192), Willie (1228), Villiaco, Wistillacho (1266), Williey (1330), Vuillie (1334), Wuilliacum  und Vuilliez (1453). Der Name Vully geht auf einen gallorömischen Siedler namens Vistilius zurück. Bas-Vully trug bis 1831 den Namen Commune générale des quatre villages de La Rivière. Neben Sugiez, Praz und Nant bestand damals auch das Dörfchen Chaumont (deutsch Zöumet), das 1859 nach einem Erdrutsch aufgegeben wurde.
Die Dörfer Praz, Nant, Sugiez und Chaumont am Nordufer des Murtensees wurden vom Lehnsherr Murten auch als La Rivière bezeichnet. In drei Dokumenten von 1443 findet sich auch die Schreibweise Ripperia. Damit war eher eine Verwaltungseinheit als eine Gemeinde im heutigen Sinn gemeint.
Seit 1375 gehörten die Dörfer der Gemeinde Bas-Vully zur Herrschaft Murten. Ab 1484 unterstanden sie der von den Ständen Bern und Freiburg gemeinsam verwalteten Landvogtei Murten. Nach dem Zusammenbruch des Ancien Régime (1798) kamen die Dörfer an den Kanton Freiburg und gehörten während der Helvetik und der darauf folgenden Zeit zum Bezirk Murten, bevor sie 1848 mit der neuen Kantonsverfassung in den Seebezirk eingegliedert wurden.
Der endgültige Zusammenschluss von Sugiez, Nant und Praz, die bis 1798 eigene Dorfverwaltungen besassen, nachher aber gewisse Aufgaben gemeinsam erledigten, erfolgte am 25. Januar 1850. Die Gemeinde besitzt keine eigene Kirche, sie gehört seit 1530 zur reformierten Pfarrei Môtier. Während des Ersten Weltkrieges wurden im Sandstein des Mont Vully einige Befestigungsanlagen erstellt. 2003 stand eine Fusion der Gemeinden Bas-Vully und Haut-Vully zur Debatte, die allerdings an der Ablehnung der Stimmberechtigten von Bas-Vully knapp (50 Stimmen) scheiterte.
Am 1. Januar 2016 fusionierten die beiden Gemeinden Bas-Vully und Haut-Vully zur neuen Gemeinde Mont-Vully.

## Sehenswürdigkeiten
Sowohl Sugiez als auch Nant und Praz weisen charakteristische Wein- und Ackerbauernhäuser aus dem 17. bis 19. Jahrhundert auf. Besonders erwähnenswert ist eine Häusergruppe in Praz mit dem Haus Chervet (16. Jahrhundert) und dem Haus Burnier (18. Jahrhundert) mit einem Portal, das auf 1573 datiert ist. Auf einem Bergvorsprung über dem Vau de Nant sind die Grundmauern des Tour des Sarrasins, eines Befestigungsturms aus dem 12. oder 13. Jahrhundert, sichtbar.
Entlang der Rebhänge rund 50 m über dem Seespiegel des Murtensees führt ein Weinbaulehrpfad (Sentier viticole du Vully) mit schöner Aussicht auf die Winzerdörfer von Bas-Vully und bei klarem Wetter bis zu den Alpen.
Der bekannte Künstler und Eisenplastiker Bernhard Luginbühl hat im Hotel de la Gare in Sugiez einige seiner bedeutendsten und grössten Kunstwerke ausgestellt. Zudem wurde die "Bar des artistes" im selben Hotel von ihm gestaltet und war bei den Einwohnern ein beliebter Treffpunkt. Die Bar stellte 2013 den Betrieb ein.